# Culo (canción de Pitbull)
«Culo» es una canción del cantante Pitbull junto al rapero Lil Jon. Es el primer sencillo proveniente de su álbum debut M.I.A.M.I.. Usando una Coolie Danza riddim, la canción tiene muestras de la exitosa canción de  Nina Sky, "Move Ya Body" con Jabba. Alcanzó el puesto número treinta y dos en el Billboard Hot 100, número cuarenta y cinco en los Hot R&B/Hip-Hop Singles & Tracks y número once en los Hot Rap Tracks. La versión remix está acompañado por Lil Jon e Ivy Queen.

## Posiciones
| Posiciones (2004)                    | Mejor posición |
| ------------------------------------ | -------------- |
| US Billboard Hot 100                 | 32             |
| US Hot R&B/Hip-Hop Songs (Billboard) | 45             |
| US Rap Songs (Billboard)             | 11             |
| US Radio Songs                       | 30             |